# Ebastina
L'ebastina és un antihistamínic H1, de segona generació.
S'utilitza per al tractament de la rinitis al·lèrgica, febre del fenc i altres processos al·lèrgics que responen a antihistamínics. Està contraindicada en dones embarassades i també durant la lactància, així com en nens menors de 6 anys. Existeixen diferents productes que utilitzen la ebastina: Ebastel®, Bactil®, Bexal®, Alerno®.

## Introducció
L'ebastina és un antagonista H1 de segona generació que està indicat per la rinitis al·lèrgica i la urticària idiopàtica crònica. Està disponible en pastiles de 10 i 20 mg, en la seva nova formulació de pastilles de dissolució ràpida de 10 i 20 mg i en xarop pediàtric. Amb una dosi flexible recomanable de 10 o 20 mg depenent de la gravetat de l'afecció.
L'ebastina està disponible en diferents presentacions i es comercialitza a tot el món amb diferents noms, Ebastel, Ebastel FLAS, Kestine, KestineLYO, Evastel Z, Alerno, etc.

## Perfil Farmacocinètic
Estructura química i molecular
Ebastina:
- Segona generació H1, bloquejador dels receptors
- C32 H39 NO2
- 4-difenilmetoxi-1-(3-[4-terbutilbenzoil]-propil) piperidina
- Pes molecular 469,62

El metabòlit actiu de l'ebastina és la carebastina amb una taxa de conversió del 100% 
L'ebastina té una estructura química única que es diferencia d'altres antihistamínics de segona generació. Després d'administrar-se de forma oral, a través del citocrom P450 3A4 experimenta un primer pas metabòlic en el seu metabòlit actiu de l'àcid carboxílic, la carebastina. Amb una taxa de conversió del 100%.
- No és necessari ajustar la dosi en ancians ni en cas de pacients amb insuficiència renal ni en pacients amb insuficiència hepàtica de lleu a moderada.

Carebastina

## Eficàcia
Els resultats obtinguts en més de 8.000 pacients de més de 40 estudis clínics suggereixen l'eficàcia de l'ebastina en el tractament intermitent de rinitis al·lèrgica, rinitis al·lèrgica persistent i en altres indicacions.

## Seguretat
L'ebastina ha mostrat un perfil de tolerabilitat i seguretat total. Els efectes adversos més freqüents van ser comparables als que van presentar els pacients dels grups placebos durant la fase del desenvolupament clínic i, per tant, confirma que ebastina té un molt bon perfil de seguretat.
Ebastina 10 i 20 mg es pot administrar a adults i a nens majors de 12 anys, ja que ja consta el xarop pediàtric.
Ebastina només ha d'usar-se durant l'embaràs si és necessari.
Interaccions: Tota la informació està inclosa en la referències bibliogràfiques.

## Pastilles de dissolució ràpida
Les pastilles liofilitzades es dissolen amb rapidesa a la boca i els pacients tenen la percepció d'una acció anthistamínica més ràpida comparada amb la de les convencionals. Han demostrat una bioequivalencia farmacocinètica amb les formulacions convencionals i un perfil farmacodinàmic superior al d'altres anthistamínics habituals. Els pacients valoren la nova formulació per la seva comoditat i la percepció de major rapidesa d'acció.
Les pastilles d'ebastina de dissolució ràpida contenen aspartam. Els pacients que pateixin fenilcetonúria han de tenir-ho en compte.